# ECK & OBERG Gruppe
Die ECK & OBERG Immobiliengruppe ist ein deutsches Immobilienunternehmen mit Hauptsitz in Kiel. Es wurde 1993 von Robert Eck gegründet und wird seit den 2010er Jahren in zweiter Generation von Christian Eck geführt. Das Unternehmen ist in Schleswig-Holstein, Hamburg und auf Sylt tätig.

## Geschichte
Das Unternehmen entstand 1993 durch die Gründung von Robert Eck. Ausgehend von klassischen Maklerdienstleistungen entwickelte sich die Firma zu einer Unternehmensgruppe mit mehreren Geschäftsfeldern. Mit der Unternehmensnachfolge übernahm Christian Eck, Sohn des Gründers, die Geschäftsführung.

## Geschäftsfelder
Die Gruppe ist in verschiedenen Bereichen der Immobilienwirtschaft aktiv. Zu den Kernkompetenzen gehören:
- Immobilienvermittlung: Verkauf und Vermietung von Wohn- und Gewerbeimmobilien
- Projektentwicklung und -finanzierung: Realisierung von Immobilienprojekten, Club-Deals, Co-Investitionen und Mezzanine Capital
- Baufinanzierung: unabhängige Beratung mit Angeboten von über 400 Bankpartnern, einschließlich Fördermittelberatung
- Immobilienbewertung: Erstellung von Markt- und Beleihungswertgutachten

## Auszeichnungen
Die ECK & OBERG Immobilien Gruppe wurde mehrfach für ihr Innovations- und Unternehmensmanagement ausgezeichnet. 2017 erhielt das Unternehmen das TOP 100-Siegel für Innovationsführung im deutschen Mittelstand. Neben dieser Ehrung wurde die Gruppe in weiteren Branchen- und Wirtschaftswettbewerben prämiert, unter anderem für ihre Unternehmensstrategie und ihre kundenorientierten Dienstleistungen.
- TOP 100-Siegel – Innovationsführer im deutschen Mittelstand (2017)   Im Juni 2017 wurde die ECK & OBERG Gruppe im Rahmen des 24. Deutschen Mittelstands-Summits in Essen mit dem renommierten TOP 100-Siegel ausgezeichnet. Der Award, vergeben von compamedia, prämiert kleine und mittlere Unternehmen für überdurchschnittliche Innovationskraft und Innovationserfolge. Die Auswahl erfolgt durch einen wissenschaftlich begleiteten Analyseprozess unter Leitung von Prof. Dr. Nikolaus Franke (Wirtschaftsuniversität Wien)
- Finalteilnahme beim TOP 100-Wettbewerb (2016)   Bereits im Jahr 2016 qualifizierte sich die ECK & OBERG Gruppe für das Finale beim TOP 100-Benchmarking, das als einziger Wettbewerb in Deutschland Innovationsmanagement auf dieser Ebene untersucht
- BELLEVUE Best Property Agent Qualitätssiegel (2023)   Im Jahr 2023 erhielt das Unternehmen erneut das BELLEVUE Qualitätssiegel („BELLEVUE Best Property Agent“), das von Europas größtem Immobilien-Magazin verliehen wird und Immobilienunternehmen für herausragende Qualität und Service ehrt. Die Auszeichnung verweist auf langjährige Marktpräsenz, ein starkes Netzwerk, sowie moderne Vermarktungsmethoden wie 360-Grad-Rundgänge und Drohnenaufnahme
- Auszeichnung für Baufinanzierung – 100 % Zusage-Quote (2015)   Für das Jahr 2015 wurde das Unternehmen für seine herausragende Leistung im Bereich Baufinanzierung ausgezeichnet: Die ECK & OBERG Gruppe erreichte eine Zusage-Quote von 100 % bei allen eingereichten Finanzierungsvorhaben an Partnerbanken – ein Ergebnis, das als Anerkennung für ihre effiziente und kundenorientierte Finanzierungsabwicklung gewürdigt wurde

## Struktur und Ausrichtung
Die Unternehmensgruppe ist ein familiengeführtes Unternehmen in zweiter Generation. Nach eigenen Angaben gehören Werte wie Integrität, Unabhängigkeit und Objektivität zu den zentralen Leitlinien.

## Standorte
Neben dem Hauptsitz in Kiel verfügt das Unternehmen über Niederlassungen in Hamburg und auf Sylt.